# Erwin Hasbach
Erwin Hasbach (ur. 21 czerwca 1875 w Dojlidach, zm. 28 stycznia 1970 w Weingarten) – działacz mniejszości niemieckiej w Polsce w okresie międzywojennym, poseł na Sejm Ustawodawczy (1919–1922) oraz senator I, II, IV i V kadencji (1922–1930, 1935–1939).

## Życiorys
Był synem Ewalda Hasbacha (1828-1901) i Marii z d. Korner (1842-1941). Rodzina była wyznania ewangelicko-reformowanego i jego ojciec przybył do Choroszczy w 1860 i z czasem dorobił się sporej fortuny. W budowie pozycji pomógł ślub z siostrzenicą przemysłowca Chrystiana Augusta Moesa z Pilicy. Rodzina Hasbachów należała do hojnych darczyńców budowy kościoła ewangelickiego w Białymstoku.
Ukończył gimnazjum w Ełku, potem studiował agronomię na Uniwersytecie w Halle, praktykował rolniczo na Śląsku.
W czasie I wojny światowej walczył na froncie zachodnim, po 1915 zaś na wschodnim. W 1918 był oficerem łącznikowym z I Korpusem Polskim gen. Muśnickiego.
Gospodarzył w majątku Waliły koło Białegostoku, później przeniósł się do Zamku Bierzgłowskiego pod Toruniem.
W 1919 próbował wstąpić do służby w Wojsku Polskim, jego zabiegi odrzucono jednak ze względu na niemiecką narodowość. W 1923 współpracował z rządem polskim przy wypłacie odszkodowań dla Niemców wysiedlonych z Wielkopolski, jego imieniem nazwano fundusz udzielający im kredytów.
Od 1920 zasiadał w Sejmie Ustawodawczym. Mandat uzyskał z listy Deutsche Partei w okręgu Toruń. W 1922 był współpomysłodawcą powołania Bloku Mniejszości Narodowych, który zdobył 70 mandatów w wyborach parlamentarnych w 1922 roku. Od 1922 do 1930 Hasbach zasiadał w Senacie reprezentując województwo pomorskie. W latach 1934–1939 pełnił obowiązki przewodniczącego Rady Niemców w Polsce.
W 1935 został ponownie powołany do Senatu przez prezydenta Mościckiego. Sprawował mandat senatora do 2 września 1939, kiedy to został przez polskie władze internowany i wywieziony na Kresy Wschodnie. Uwolniony przez Armię Czerwoną powrócił do majątku Hermanowo na Pomorzu.
W 1939 został uhonorowany złotą odznaką NSDAP, której członkiem był od roku następnego. Z powodu zbliżania się Armii Czerwonej zbiegł w 1945 do Meklemburgii, później zamieszkał w Berlinie Zachodnim, a od 1948 w Badenii, gdzie zaangażował się w tworzenie lokalnego oddziału Ziomkostwa Prusy Zachodnie, któremu przewodniczył do 1956.
Był dwukrotnie żonaty: po raz pierwszy z Mally Becker (1877-1904) córką generała Gustawa Beckera, a po jej śmierci z jej siostrą Dorothe Becker (1881-1947). Pozostawił syna Hasso i córkę.
Przemysłowcem w Białymstoku był jego brat Artur Hasbach (1864-1940).